# Alejo Levis
Alejo Levis (Barcelona) es un director de cine, guionista, dramaturgo y realizador español

## Biografía
Estudió imagen en la Universidad de Bellas Artes de Barcelona, y Dirección en el Instituto del Teatro de Barcelona. Empezó a destacar como director de videoclips por su poderosa estética y originalidad en trabajos para grupos Nacionales como Los Secretos, Cómplices, Fundación Tony Manero, O ́Funk ́illo, Unfinished Sympathy... y grupos internacionales como Cobolt, Poet in Process, "The New Raemon", o "Enric Montefusco". 
En 2014 estrenó "Todo parecía perfecto" su primer largometraje como director, en el que también firma el guion y el montaje. Ha sido seleccionada entre otros en el Festival de cine de Málaga, el D'A (Festival de cine de autor de Barcelona), o en el festival de Londres. Fue recibida con entusiasmo por la crítica y premiada en la categoría de mejor fotografía y mejor interpretación femenina en el Festival de cine Europeo Fantástico de Murcia. Su segundo largo "No quiero perderte nunca" producida por Life & Pictures (Hijo de Cain) se estrenó en el Festival de Málaga y ganó el premio especial del jurado del Festival de cine catalán SOMCINEMA. El 13 de julio de 2018 se estrenó en salas comerciales de todo el país. Es también montador de "The Birthday" de Eugenio Mira. Ha coescrito el guion de 14 días con Víctor de Arcadia Motion Pictures, seleccionado a competición en el festival de Sitges 2010. En 2022 estrenará las series "En Compañía" y "Povcast"; y “Culpa” de Ibon Cormenzana, en el que es montador y director de fotografía. 
Su último cortometraje "Waste", formó parte de la sección oficial Nuevas Visión del Festival de Cine de Sitges, fue uno de los siete cortos seleccionados para CatalanShorts este año para representar el cine Catalán en el extranjero , y ha participado desde entonces en más de una veintena de festivales, ganando premios como el de mejor guion y fotografía en MECAL de Barcelona, el premio del jurado al Aguilar del Campo y el premio a la mejor dirección artística al Festival Ull Nuu de Andorra. Ha escrito y dirigido el cortometraje Como jugar a Polis y Cacos que ha participado en los festivales de cine más prestigiosos (Sitges, Málaga, New York...) siendo premiado entre otros en el festival internacional de Tupelo (USA). Además ha sido adquirida por canales de telefonía y de televisión como el canal ONO. Su cortometraje Sirenas ha ganado el premio del jurado del festival Filexfilm. Su video-danza Córpora recibió el premio de la Generalidad de Cataluña y NU2, y ha participado en muchos de los programas nacionales, eventos, y festivales dedicados a este género.  
Para teatro ha hecho "El tiempo inmóvil" estrenado en el Fringe de Madrid, y que se programó en la sala Kubicki (Madrid), y en La Seca de Barcelona. "LifeSpoiler" junto con Marc Angelet, fue estrenada cuatro temporadas, y  se ha estrenado también en Colombia y Estados Unidos. Es responsable de la dramaturgia, la escenografía, y el diseño de luces y video de "Inmortal" (Premi Teatre Barcelona al Millor Monòleg Còmic), estrenada en el festival Temporada Alta y dos temporadas en el Club Capitol de Barcelona, y traducida al italiano y al griego. Coescribe y hace la escenografía de "Cobertura" con Clara Segura y Bruno Oro, en el Teatro Romea y el Teatro Condal. También ha hecho la puesta en escena de "Quema la memoria" en la Villaroel con Paula Bonet, y "Vale Vale Vale" con Las Incautas en la sala Atrium. Ha sido finalista del premio Quim Massó con "El valle inquietante", y ganador del premio del Teatre Lliure Carlota Soldevilla. "¿Sí o No?" es su último éxito teatral como director.
Ha realizado la parte audiovisual de todo tipo de espectáculos: la dirección de videos de la gala de "Catalunya aixeca el teló 2020" producida por el Terrat, el diseño de espacio y vídeo para "Imaginarium, el musical", de "Pandilleros "de Fundación Tony Manero, o los visual para el concierto en la Sala Apolo de los diez años de carrera de The New Raemon," Sangre Lunar "de Sanchís Sinisterra con dirección de Xavier Albertí en el Centro Dramático Nacional; "El Biógrafo" estrenada en la Sala Beckett, "Voyager" de Marc Angelet (TNC), "streptease" de Pere Faura (TNC), "Nit de reis" de Pau Carrió (Grec 2017 y Teatro Libre), "Macho Man" de Àlex Rigola, "Así Bailan las putas" de Sixto Paz, "Annus Irritabilis" Albert Arribas (TNC), o el diseño de sonido de "42km" (Beca Odiseo 2018). 
Como actor estrena en 2021 la serie "Contiguo" y el cortometraje "Andy y los demás" de Cintia Ballbé.

## Filmografía

### Largometrajes
- 2014: Todo parecía perfecto
- 2018: No quiero perderte nunca
- 2024: Hate songs

### Cortometrajes
- 2005: Como jugar a polis y cacos
- 2008:Sirenas
- 2016: Waste
- 2021: "Andy y los demás" (Como actor)

## Teatro
- 2017: #LifeSpoiler (codirigida y coescrita con Marc Angelet)
- 2018: Immortal (codirigida y coescrita con Marc Angelet)
- 2019: "Cobertura" (coescrita con Bruno Oro)
- 2019: "Vale Vale Vale"